# Búlgaros de Besarabia
Los búlgaros de Besarabia (en búlgaro: бесарабски българи, besarabski bǎlgari, en rumano: bulgari basarabeni) son un grupo de minoría búlgara de la histórica región de Besarabia, que habita en partes de la actual Ucrania (Óblast de Odesa) y Moldavia.

## Localización y demografía

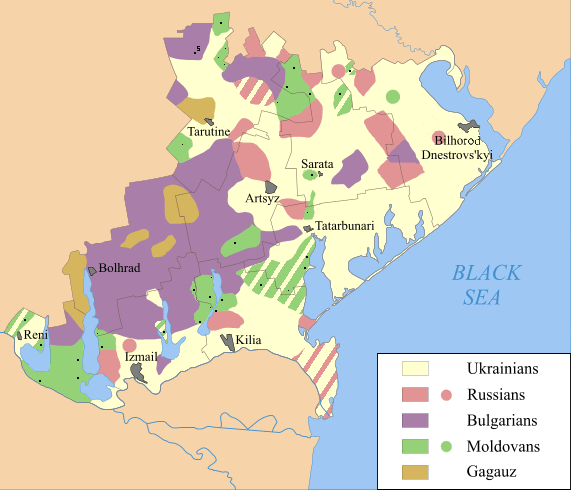
Zonas habitadas por búlgaros en Budjak (morado).

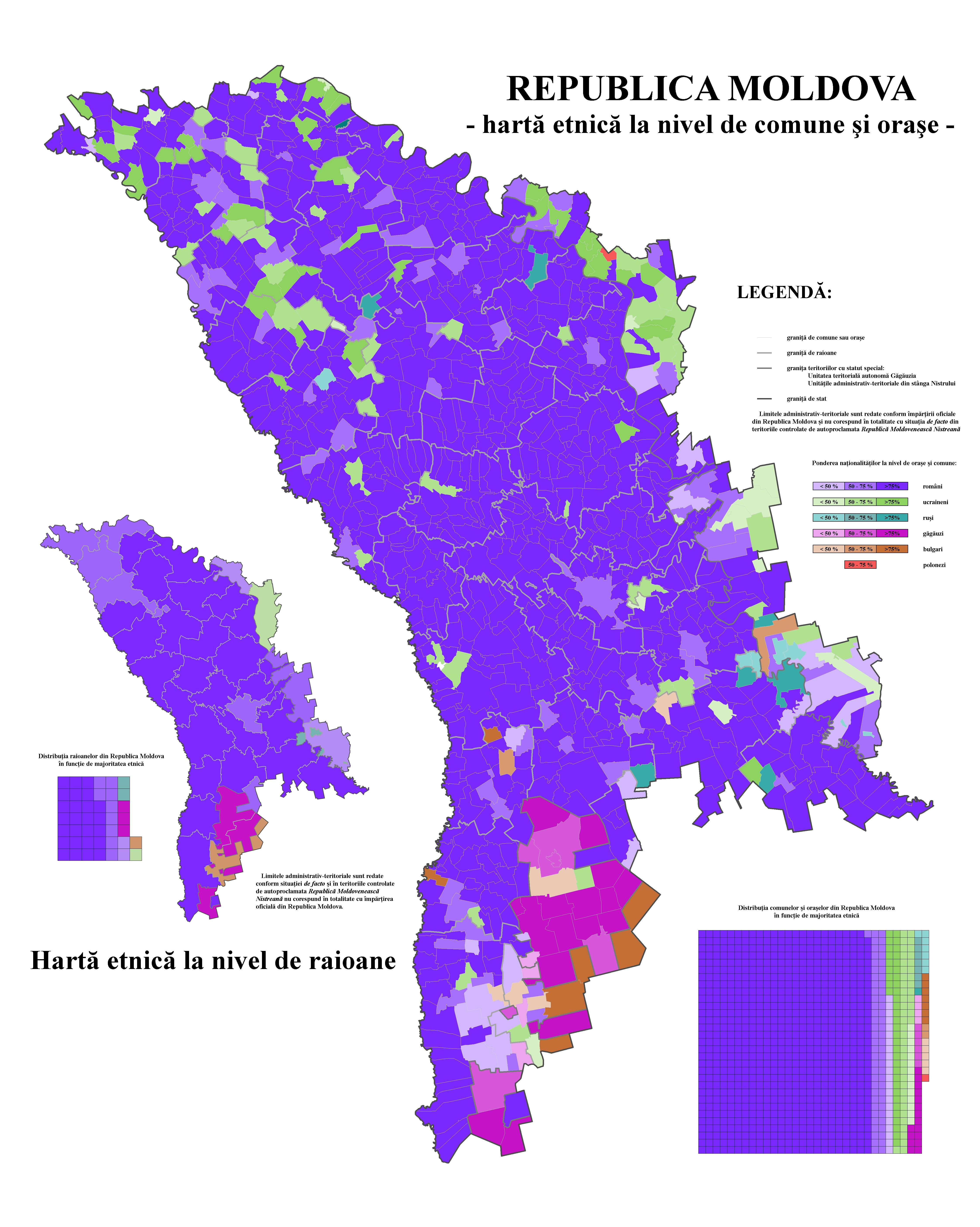
Zonas habitadas por búlgaros en Moldavia (marrón).

### Actual Ucrania
En Ucrania, el número de búlgaros de Besarabia se estima en más de 129 000 en Budjak (en el Óblast de Odesa en la parte sur del país), y 75 000 en otros lugares (principalmente en otras partes del sur de Ucrania), según el Censo de Ucrania de 2001, que contado con un total de 204 600 búlgaros en Ucrania.
Los búlgaros son mayoría en el distrito de Bolhrad (45 600 de sus 75 000 habitantes), pero también habitan en otros distritos de Budjak: Arciz, 20 200 de 51 700; Tarutino, 17 000 de 45 200; Izmail, 14 100 de 54 700; y Sarata, 10 000 de 49 900. También hay 8 600 búlgaros en la ciudad de Izmayil (85 100 población total).
Fuera de Budjak, en Odesa habitan muchos búlgaros que se han trasladado allí en los últimos años. La ciudad de Bilhorod-Dnistrovsky cuenta con alrededor del 4% de búlgaros de Besarabia, convirtiéndose en el tercer mayor grupo étnico allí.

### Actual Moldavia
Los resultados del censo de población realizado en octubre de 2004 arrojaron que hay 65 072 búlgaros de Besarabia (1,95% de la población) en Moldavia (excluyendo la región prorrusa de Transnistria), concentrados en su mayoría en las regiones del sur, sobre todo en el distrito de Taraclia. En el censo realizado en noviembre de 2004 en Transnistria se contaron 3 164 (3,16%) búlgaros Tighina y alrededores y además 10 515 (2,39%) en la orilla oriental del río Dniéster.
29 447 búlgaros viven en las ciudades (y representan el 2,26% de los habitantes de las ciudades), y 36 215 viven en el campo (el 1,74% de los habitantes rurales). Un 90,60% de los búlgaros étnicos han nacido en Moldavia (el promedio nacional es de 94,6%), 5 968 (9,09%) en otros países que alguna vez estuvieron en la Unión Soviética (el promedio nacional es de 5,16%) y 199 (0,30%) nacieron en otro lugar.
En Moldavia, los búlgaros tienden a usar su búlgaro nativo en las zonas rurales, y el ruso (en lugar de la lengua de la mayoría, la rumana) en ciudades y pueblos. 53 178 o el 80,99% de los búlgaros étnicos declaran la lengua búlgara como nativa (69,23% en las zonas urbanas, y de 90,55% en las rurales), 2 766 o un 4,21% de ellos declara la lengua rumana como nativo (4,91% en las zonas urbanas, y el 3,64% en la zona rural unos), 9 134 o el 13,91% de ellos declara la lengua rusa como nativa (25,08% en las zonas urbanas, y de 4,83% en las rurales), y 584, o 0,89% de ellos declaró otro idioma como nativo (0,78% en las zonas urbanas y 0,98 % en las rurales).